# Afrikaans kampioenschap voetbal 1962
De African Cup of Nations 1962, het kampioenschap voor nationale voetbalelftallen uit Afrika, vond plaats van 14 tot en met 21 januari in Addis Abeba, Ethiopië. Ethiopië (gastland) en Egypte (titelverdediger, onder de naam Verenigde Arabische Republiek, waren automatisch geplaatst. Gastland Ethiopië won het kampioenschap.

## Kwalificatie

### Eerste ronde

#### Groep 1
Groep 1 bestond uit Nigeria en Ghana.
|                                 |         |       |       |       |
| 8 april 1961 «onderlinge duels» | Nigeria | 0 – 0 | Ghana | Lagos |
| 8 april 1961 «onderlinge duels» |         |       |       | Lagos |

|                                  |                    |       |                |       |
| 30 april 1961 «onderlinge duels» | Ghana              | 2 – 2 | Nigeria        | Accra |
| 30 april 1961 «onderlinge duels» | Acquah Aggrey-Fynn |       | Onyeali Fayemi | Accra |

Omdat de score twee keer gelijk was werd er geloot. Nigeria plaatste zich door die loting voor de tweede ronde.

#### Groep 2
Groep 2 bestond uit Kenia en Oeganda. Soedan zat ook in deze groep, maar trok zich terug.
|                                    |       |           |         |                |
| 5 augustus 1961 «onderlinge duels» | Kenia | 0 – 1     | Oeganda | Nairobi, Kenia |
| 5 augustus 1961 «onderlinge duels» |       | Odong 17' |         | Nairobi, Kenia |

|                                      |         |            |       |                  |
| 23 september 1961 «onderlinge duels» | Oeganda | 0 – 1      | Kenia | Kampala, Oeganda |
| 23 september 1961 «onderlinge duels» |         | Opicho 75' |       | Kampala, Oeganda |

Er zou een loting plaatsvinden maar de partijen wilden liever een play-off. De CAF regelde een play-off.
Play-off
|                                    |                       |       |       |                  |
| 29 oktober 1961 «onderlinge duels» | Oeganda               | 2 – 0 | Kenia | Kampala, Oeganda |
| 29 oktober 1961 «onderlinge duels» | Ssewava 50' Fauza 80' |       |       | Kampala, Oeganda |

Oeganda plaatste zich voor het hoofdtoernooi

#### Groep 3
Groep 3 bestond uit Marokko en Tunesië.
|                    |         |           |         |         |
| «onderlinge duels» | Tunesië | Walk-over | Marokko | Tunesië |
| «onderlinge duels» |         |           |         | Tunesië |

Marokko trok zich terug, Tunesië ging door naar de 2e ronde. (Beide wedstrijden zijn officieel in 2–0 omgezet voor Tunesië.)

### Tweede ronde
Om te bepalen welke twee van de drie gekwalificeerde teams naar het eindtoernooi mochten, trok de CAF lootjes. Oeganda plaatste zich direct; Nigeria en Tunesië moesten een play-off spelen.
|                                     |                   |       |           |       |
| 25 november 1961 «onderlinge duels» | Nigeria           | 2 – 1 | Tunesië   | Lagos |
| 25 november 1961 «onderlinge duels» | Noquapor 30', 84' |       | Klibi 25' | Lagos |

|                                     |                        |        |                           |       |
| 10 december 1961 «onderlinge duels» | Tunesië                | 2 – 0* | Nigeria                   | Tunis |
| 10 december 1961 «onderlinge duels» | Chérif 21' Chetali 65' |        | Onyeawuna 12' Igweonu 25' | Tunis |

Tunesië plaatste zich voor het hoofdtoernooi
* reglementaire uitslag; Nigeria verliet het veld uit protest, na de gelijkmaker van Tunesië in de 65e minuut.

## Gekwalificeerde landen

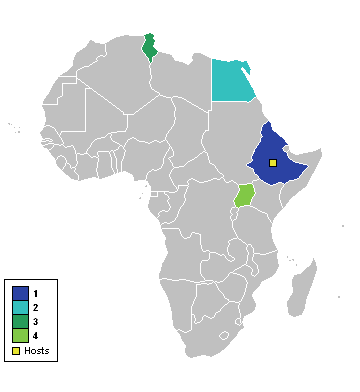
Deelnemende landen

| Land                              | Aantal deelnames | Deelnames op rij | Vorige deelname |
| --------------------------------- | ---------------- | ---------------- | --------------- |
| Verenigde Arabische Republiek (t) | 3e               | 3                | 1959            |
| Ethiopië (g)                      | 3e               | 3                | 1959            |
| Oeganda                           | 1e               | 1                | -               |
| Tunesië                           | 1e               | 1                | -               |

t = titelverdediger, g = gastland

## Speelstad
| Addis Abeba            | · Addis Abeba Speellocatie |
| Hailé Sélassié Stadion | · Addis Abeba Speellocatie |
| Capaciteit: 30.000     | · Addis Abeba Speellocatie |
|                        | · Addis Abeba Speellocatie |

## Knockoutfase
|  | halve finale                  | halve finale                  |   |                          | finale                   | finale |
|  |                               |                               |   |                          |                          |        |
|  | 14 januari – Addis Ababa      |                               |   |                          |                          |        |
|  | Ethiopië                      | 4                             |   |                          |                          |        |
|  | Tunesië                       | 2                             |   |                          |                          |        |
|  |                               |                               |   |                          |                          |        |
|  |                               |                               |   |                          | 21 januari – Addis Ababa |        |
|  |                               |                               |   |                          | Ethiopië                 | 4      |
|  |                               | Verenigde Arabische Republiek | 2 |                          |                          |        |
|  |                               |                               |   |                          |                          |        |
|  |                               |                               |   |                          | derde plaats             |        |
|  | 18 januari – Addis Ababa      | 18 januari – Addis Ababa      |   | 20 januari – Addis Ababa | 20 januari – Addis Ababa |        |
|  | Verenigde Arabische Republiek | 2                             |   | Tunesië                  | 3                        |        |
|  | Oeganda                       | 1                             |   |                          | Oeganda                  | 0      |

### Halve finale
|                                          |                                             |       |                           |                                                                                                 |
| 14 januari 1962 «onderlinge duels» 19:00 | Ethiopië                                    | 4 – 2 | Tunesië                   | Addis Ababa Stadion, Addis Ababa Toeschouwers: 30.000 Scheidsrechter: John G. Brooks ( Oeganda) |
| 14 januari 1962 «onderlinge duels» 19:00 | Vassalo 32' (pen.), 75' Tekle 36' Worku 69' |       | Merrichkou 13' Chérif 29' | Addis Ababa Stadion, Addis Ababa Toeschouwers: 30.000 Scheidsrechter: John G. Brooks ( Oeganda) |

|                                    |                               |       |              |                                                                                 |
| 18 januari 1962 «onderlinge duels» | Verenigde Arabische Republiek | 2 – 1 | Oeganda      | Addis Ababa Stadion, Addis Ababa Scheidsrechter: Mustapha Belkhaouas ( Tunesië) |
| 18 januari 1962 «onderlinge duels» | Badawi 50' Selim 57'          |       | Jonathan 16' | Addis Ababa Stadion, Addis Ababa Scheidsrechter: Mustapha Belkhaouas ( Tunesië) |

### 3e/4e plaats
|                                    |                                   |       |         |                                                                         |
| 20 januari 1962 «onderlinge duels» | Tunesië                           | 3 – 0 | Oeganda | Hailé Sélassié Stadium, Addis Ababa Scheidsrechter: M. Lorenzo ( Kenia) |
| 20 januari 1962 «onderlinge duels» | Jedidi 3' Laaouini 53' Meddab 85' |       |         | Hailé Sélassié Stadium, Addis Ababa Scheidsrechter: M. Lorenzo ( Kenia) |

### Finale
|                                    |                                        |            |                               |                                                                                                   |
| 21 januari 1962 «onderlinge duels» | Ethiopië                               | 4 – 2 (nv) | Verenigde Arabische Republiek | Hailé Sélassié Stadium, Addis Ababa Toeschouwers: 30.000 Scheidsrechter: Wilson Brooks ( Oeganda) |
| 21 januari 1962 «onderlinge duels» | Tekle 74' Worku 84', 118' Vassalo 101' | details    | Badawi 35', 75'               | Hailé Sélassié Stadium, Addis Ababa Toeschouwers: 30.000 Scheidsrechter: Wilson Brooks ( Oeganda) |

| Afrika Cup Winnaar 1962 |
| ----------------------- |
| ETHIOPIË 1e titel       |

## Doelpuntenmakers
3 doelpunten
- Mengistu Worku
- Badawi Abdel Fattah

2 doelpunten
- Luciano Vassalo
- Girma Tekle

1 doelpunt
- Italo Vassalo
- Moncef Cherif
- Mohamed Salah Jedidi

- Chedly Laaouini
- Rached Meddab
- Ammar Merrichkou

- Jonathan
- Saleh Selim